# Sambalpur
Sambalpur – miasto w Indiach, w stanie Orisa, nad rzeką Mahanadi. W 2001 r. miasto to zamieszkiwało 153 643 osób.
W Sambalpur rozwinął się przemysł młynarski, tytoniowy oraz papierniczy. W tym mieście wyrabia się także mydło oraz odzież